# Paul Paulin
Pour les articles homonymes, voir Paulin.
Paul Paulin, né Cirgue Paul Jalicon le 13 juillet 1852 à Chamalières et mort le 22 octobre 1937 à Neuilly-sur-Seine, est un peintre, sculpteur et médailleur français.
Il est le père du réalisateur et scénariste Jean-Paul Paulin (1902-1976).

## Biographie
Après des études dentaires, Paul Paulin devint un dentiste renommé sur la place de Paris. 
En 1881, sa passion pour les arts, la peinture et surtout la sculpture, le conduit à réaliser des œuvres en plâtre puis en bronze avec une approche réaliste. 
En 1883, Paul Paulin rencontre Edgar Degas qui va l'encourager à continuer. Il va ainsi réaliser des bustes de personnalités, notamment liées au mouvement impressionniste, à commencer par Degas lui-même qui posera à deux reprises, vers 1885 et en 1907.
Paul Paulin expose au Salon des artistes français de 1882 à 1889, puis au Salon de la Société nationale des beaux-arts à partir de 1901.
Il réalise le buste d'Auguste Renoir dont il deviendra un ami personnel, puis les bustes de Camille Pissarro, Jean-François Raffaëlli, Claude Monet, Auguste Rodin, Armand Guillaumin, Édouard Brissaud, ainsi que celui de la reine Victoria,. Il sculpte aussi des statues de nus féminins et des bustes de jeunes femmes. Il modèle également un grand nombre de médailles bifaces en cuivre ou en bronze représentant des personnalités ou des intimes.   
Paul Paulin meurt à Neuilly en 1937.
Une grande partie de ses œuvres est conservée à Paris au musée d'Orsay. Un fonds d'œuvres et de documents (sculptures, photographies) sont conservées à Clermont-Ferrand au musée d'art Roger-Quilliot.

## Distinctions
Paul Paulin est nommé chevalier de l'ordre national de la Légion d'honneur par décret du 11 janvier 1913 et promu officier, du même ordre, par décret du 20 décembre 1929.

## Galerie

Œuvres de Paul Paulin
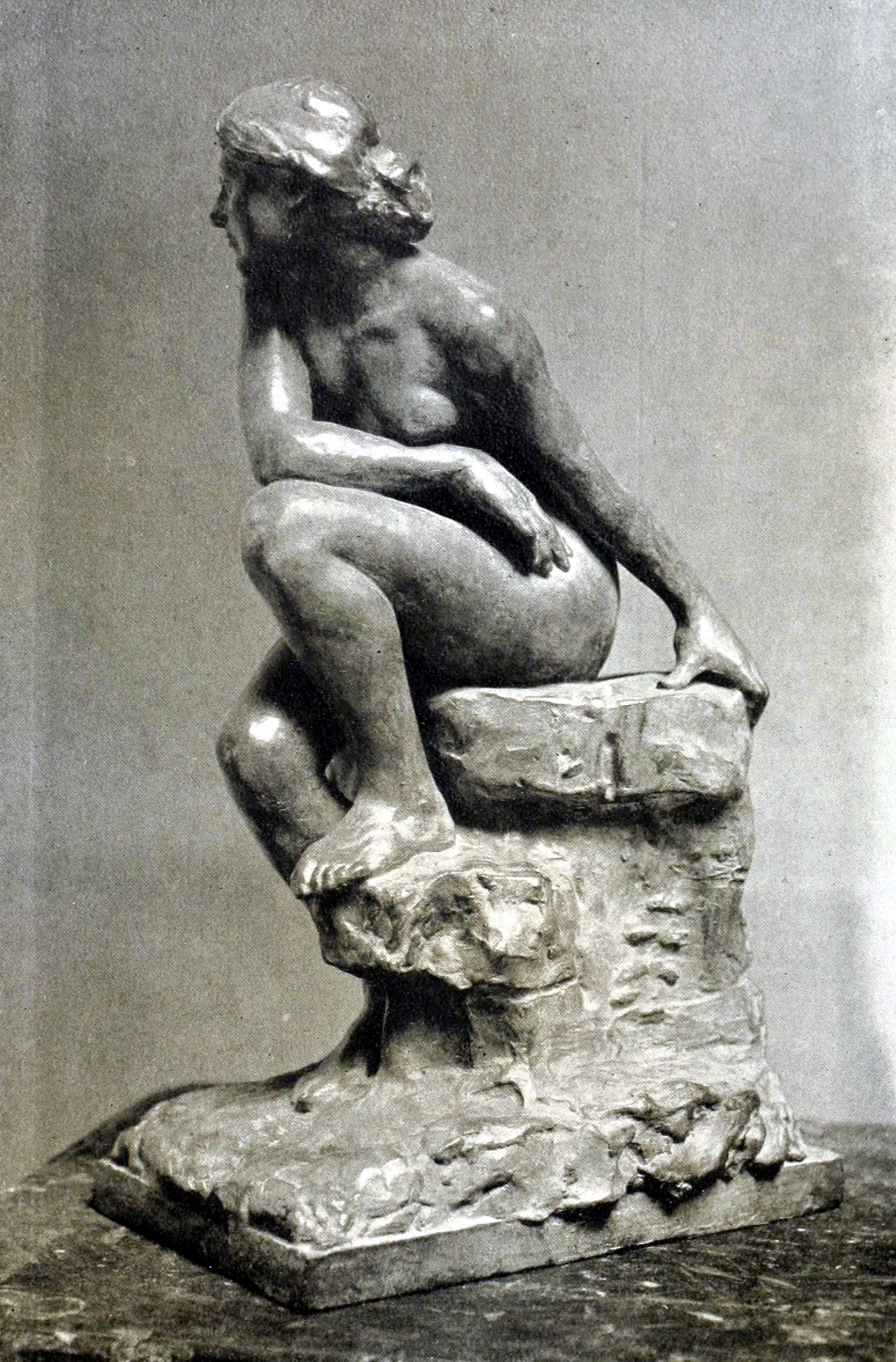
Jeune Baigneuse (Salon de 1902).
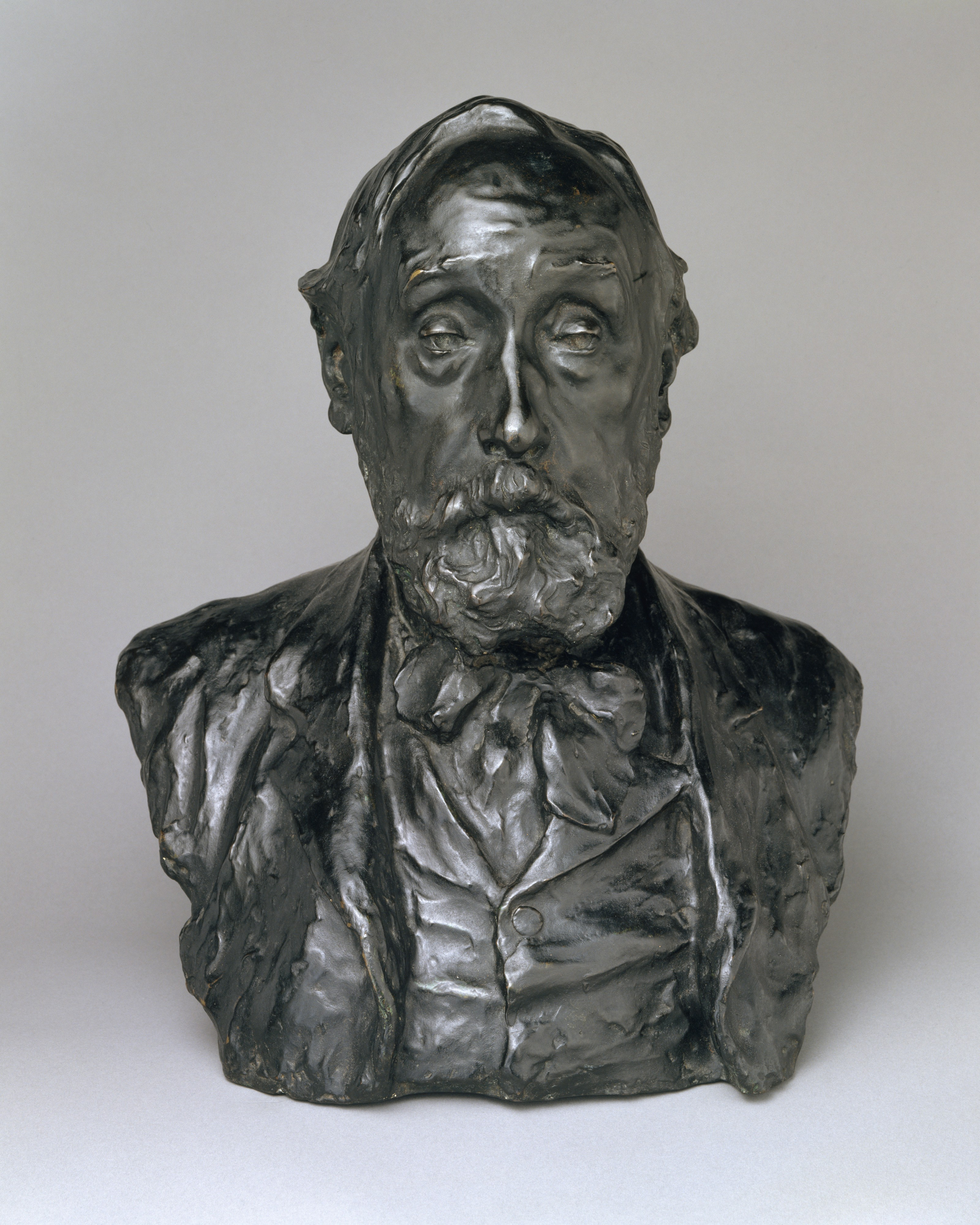
Edgar Degas à 72 ans (modelé en 1907), New York, Metropolitan Museum of Art.
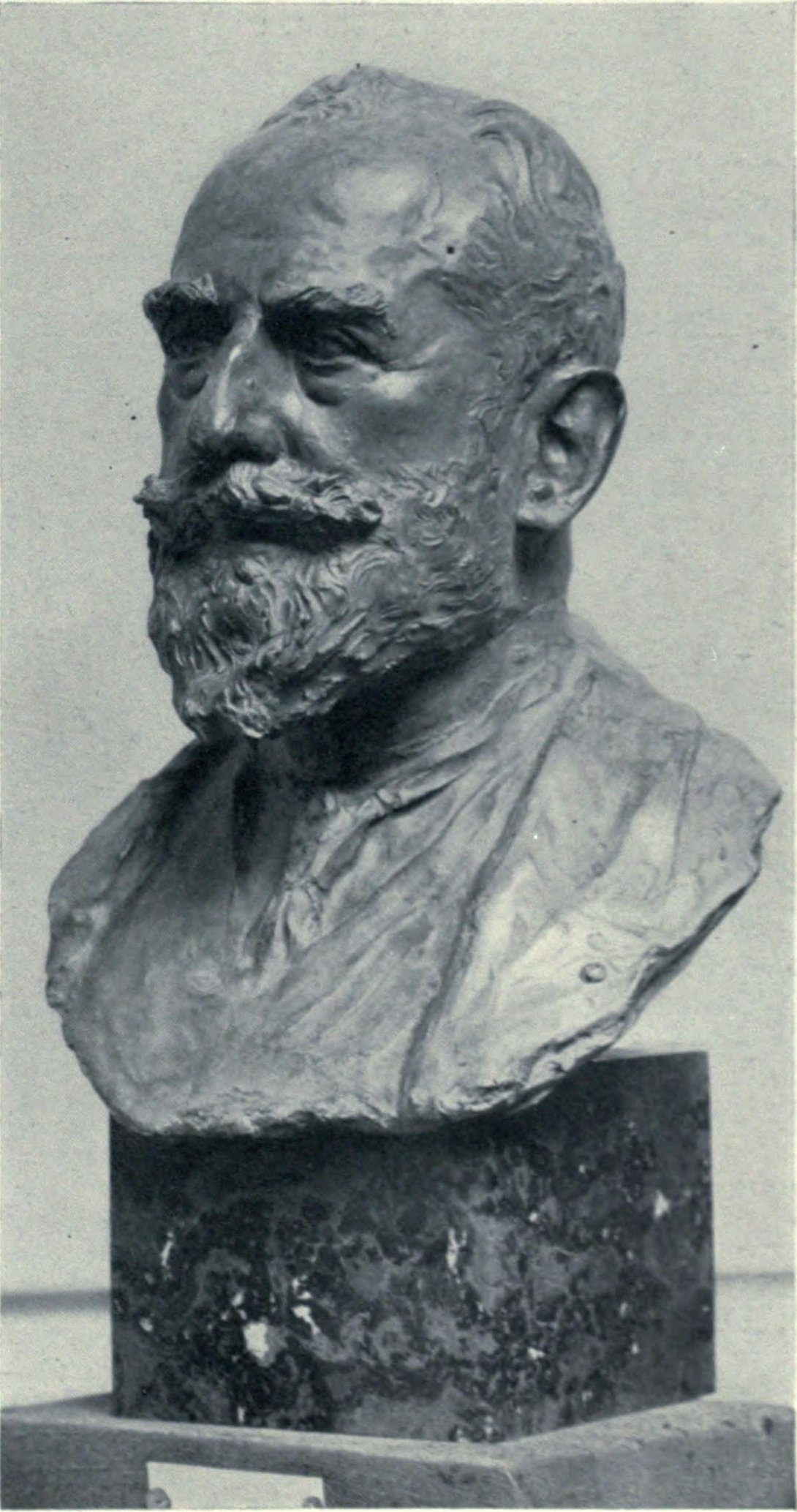
Jean-François Raffaëlli (Salon de 1912).